# Maribel Arrieta
Maria Isabel Arrieta Galvez hay Maribel Arrieta (22 tháng 8 năm 1934 – 31 tháng 8 năm 1989) là một nữ hoàng sắc đẹp người El Salvador. Bà là đại diện cho quốc gia của mình tham dự Hoa hậu Hoàn vũ 1955 ở Long Beach, California. Arrieta nổi tiếng vì những đặc điểm tương đồng với nữ minh tinh Marilyn Monroe, chính vì thế mà bà còn được mệnh danh là "Marilyn Monroe của El Salvador".

## Đầu đời
Arrieta sinh ra và lớn lên ở thủ đô San Salvador, El Salvador trong một gia đình gốc Tây Ban Nha. Sau khi hoàn thành chương trình học tại trường công giáo tư thục "La Asunción de Santa Ana" ở Santa Ana, bà chuyển đến sống ở Los Angeles vào năm 16 tuổi trước khi quay trở về lại El Salvador.